# Società Anonima del Tramway Milano-Gorgonzola-Vaprio
La Società Anonima del Tramway Milano-Gorgonzola-Vaprio (MGV) fu un'azienda di trasporti lombarda che nonostante un'esistenza relativamente breve rappresentò una tappa importante nella storia dei trasporti pubblici italiani, avendo esercito la prima tranvia a vapore.
L'eterogeneo parco rotabili fece servizio sotto le sue insegne fino alla cessione delle concessioni in favore di un'altra azienda.

## Settori di attività
La società svolgeva il ruolo di concessionaria per la costruzione e l'esercizio di linee tranviarie ed arrivò a realizzare una rete che comprendeva le seguenti infrastrutture:
- tranvia Milano-Gorgonzola-Vaprio
- tranvia Milano-Vimercate
- tranvia Brugherio-Monza

## Storia
Costituita il 14 agosto 1877, la società ottenne l'11 novembre del medesimo anno dalla provincia di Milano la concessione cinquantennale della linea per Vaprio d'Adda, prima in Italia a vedere applicata in maniera regolare la trazione a vapore.
La Milano-Vimercate venne attivata tre anni dopo, il 1º luglio 1880 mentre il 22 giugno 1881 fu la volta della breve diramazione Brugherio-Monza.
Nel 1882 tutte le attività della MGV furono devolute alla società Tramways a Vapore Interprovinciali di Milano, Bergamo e Cremona (TIP).

## Dati societari
Lo statuto della società fu pubblicato nel 1877, anno della sua costituzione. L'iscrizione al listino azionario ufficiale della borsa valori di Milano data 1878, ma già l'anno successivo fu registrata la relativa cancellazione
Relazioni all'assemblea ordinaria degli azionisti della MGV per gli esercizi 1878-79 e 1880, nonché una relazione del Consiglio di amministrazione sulla diramazione del tronco Gobba-Vimercate letta all'assemblea degli azionisti nella seduta del 25 gennaio 1880 sono conservate presso le Stanford University Libraries.

### Materiale rotabile
| Unità                 | Anno di costruzione | Costruttore | N. costruzione | Note |
| --------------------- | ------------------- | ----------- | -------------- | --- |
| 1 - Vimodrone         | 1878                | SLM         | 141            | rodiggio B; poi TIP 33                                                                                               |
| 2 - Trezzo            | 1878                | SLM         | 142            | rodiggio B; poi TIP 34                                                                                               |
| 3 - Concorezzo        | 1878                | SLM         | 143            | rodiggio B; poi TIP 35                                                                                               |
| 4 - Romanengo         | 1880                | SLM         | 184            | rodiggio B; poi TIP 36                                                                                               |
| 5 - Offanengo         | 1880                | SLM         | 185            | rodiggio B; poi TIP 37                                                                                               |
| 6 - Soncino           | 1880                | SLM         | 186            | rodiggio B; poi TIP 38                                                                                               |
| 7 - Crescenzago       | 1878                | Krauss      | 713            | rodiggio B; poi TIP 41                                                                                               |
| 8 - Adda              | 1878                | Krauss      | 714            | rodiggio B; poi TIP 42                                                                                               |
| 9 - Ticengo           | 1878                | Henschel    | 975            | consegnata dalla Cerimedo & C.; rodiggio B; poi TIP 39                                                               |
| 10 - Crema            | 1882                | Henschel    | 1228           | consegnata dalla Cerimedo & C.; rodiggio B; poi TIP 40                                                               |
| Vimercate             | 1878                | Fox Walker  | 411            | rodiggio B 1; poi TIP 43                                                                                             |
| L'Italiana (Pozzuoli) | 1878                | Bamat       |                | consegnata dalla Cerimedo & C.; rodiggio B; poi TIP 44                                                               |
| Crescenzago           | 1878                | Baldwin     | 4341           | consegnata da Pompeo Meregalli; rodiggio B, automotrice a vapore, ceduta successivamente alla tranvia Vercelli-Trino |

La necessità di valutare modelli di differenti costruttori di locomotive tranviarie, all'epoca tecnologia ancora non ampiamente sviluppata, portò la MGV a dotarsi di un parco eterogeneo che consentì di accumulare preziose esperienze di esercizio, vero patrimonio aziendale: dopo aver seguito le sperimentazioni con la trazione a vapore svoltesi nel 1877 e nel 1878 sulla tranvia Milano-Saronno-Tradate a cura della belga Società Anonima dei Tramways e delle Ferrovie Economiche di Roma, Milano e Bologna (STFE), non ritenendo che nessun modello prevalesse rispetto agli altri la MGV pervenne alla decisione di acquistarne uno per ogni costruttore così da continuare la valutazione in corso; in seguito furono acquistati ulteriori tre esemplari della Winterthur nel 1878 cui seguirono tre ulteriori nel 1880. Infine fu acquistata un'altra locomotiva Henschel &. Sohn, poco prima dell'assorbimento societario nella TIP. L'azienda arrivò dunque a possedere in totale tredici locomotive di sei diversi costruttori: